# Gare d'Escaudain
La gare d'Escaudain est une gare ferroviaire française aujourd'hui fermée, située sur la ligne de Somain à Péruwelz et le territoire de la commune d'Escaudain (département du Nord et région des Hauts-de-France). 

## Situation ferroviaire
La gare d'Escaudain était située environ au point kilométrique (PK) 7 de la ligne Somain-Péruwelz, entre les gares voyageurs d'Abscon et de Tafin.

## Histoire

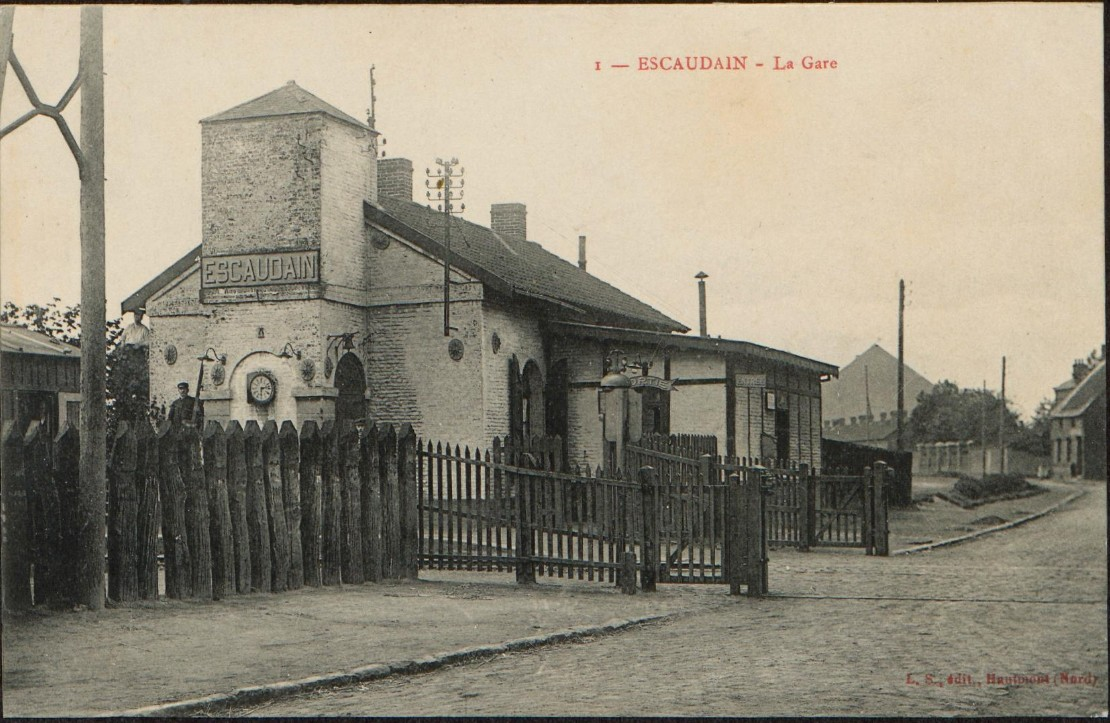
La gare d'Escaudain.

Escaudain était ainsi autrefois reliée à Somain et à Péruwelz, mais aussi à Lourches via un tronçon mis en service en 1855.
La revue no 9 de Valentiana précise que la gare d'Escaudain était « la maison du chef-cantonnier » qui fut « abandonnée et remplacée en 1957 par un préfabriqué ».
Fermée au service des voyageurs en 1963, ses installations ont été détruites depuis.

## Note
1. ↑  ... avec peut-être quelque(s) hectomètre(s), décamètre voire mètre(s) en plus.